# Jair Catuy
Jair Ibrahim Catuy Arosemena (Capira, Panamá; 28 de enero de 1992) es un futbolista panameño. Juega como centrodelantero. Actualmente milita en el Veraguas United Fútbol Club de la Primera División de Panamá. Fue internacional con la selección de Panamá.

## Trayectoria

### CD Plaza Amador
Se formó en las categorías inferiores del CD Plaza Amador y su debut profesional fue en la Primera División de Panamá el 21 de julio de 2012 en la derrota 1 a 0 contra el Sporting San Miguelito en el Estadio Luis Ernesto Cascarita Tapia en donde fue suplente y entró al minuto 57 por Roberto Stewart. En la LPF Apertura 2012 jugó 12 partidos y anotó 2 goles en donde fueron eliminados en las semifinales en un marcador global de 1 a 5 contra el CD Árabe Unido en donde jugó en 1 partido. En la LPF Clausura 2013 jugó 4 partidos y anotó 1 gol en donde quedaron en la sexta posición quedándose a unos pasos de clasificarse a la semifinales. En la LPF Apertura 2013 jugó 4 partidos en donde fueron eliminados en la semifinales en un marcador global de 2 a 4 contra el San Francisco FC en donde no estuvo convocado.

### CA Independiente
El 1 de enero de 2014 fue anunciado como nuevo jugador del Club Atlético Independiente de La Chorrera. Debutó con el club el 31 de enero de 2014 en el empate 0 a 0 contra el Río Abajo FC en el Estadio Agustín Muquita Sánchez en donde fue suplente y entró al minuto 63 por Julio Segundo. En la LPF Clausura 2014 jugó 4 partidos en donde quedaron en la última posición.

### Santa Gema FC
El 1 de julio de 2014 fue anunciado como nuevo jugador del Santa Gema FC. Debutó con el club en la Liga Nacional de Ascenso Apertura 2014 en donde quedaron en la undécima posición. Jugó en la Liga Nacional de Ascenso Clausura 2015. Salió campeón de la LNA Apertura 2015 en donde le ganaron la final 8 a 7 por la tanda de los penales después de un marcador de 2 a 2 en los tiempos extras contra el Deportivo Municipal San Miguelito en el Estadio Maracaná de Panamá. Jugó el Ascenso LPF Clausura 2016 en donde quedaron eliminados en los cuartos de final en donde perdieron 2 a 4 en la tanda de los penales después de un marcador global de 2 a 2 contra el Club Atlético Independiente de La Chorrera. Salió campeón de la Súper Final de Ascenso 2015-16 en donde ganaron la final 3 a 0 en la tanda de los penales después de un marcador de 0 a 0 contra el Atlético Veragüense en el Estadio Maracaná. Jugó su primer partido en la Primera División de Panamá con el Santa Gema FC el 16 de julio de 2016 en el empate 1 a 1 contra la SD Atlético Nacional en el Estadio Maracaná de Panamá en donde fue titular y marco el único gol de su equipo al minuto 18 de penal. En la LPF Apertura 2016 jugó 15 partidos y anotó 3 goles en donde quedaron en la quinta posición, quedándose a un paso de clasificarse a las semifinales. Salió campeón del Torneo de Copa 2016-2017 en donde ganaron la final 1 a 2 contra el CD Centenario en el Estadio Maracaná. En la LPF Clausura 2017 jugó 16 partidos y anotó 4 goles en donde quedaron en la novena posición.

### Chorrillo FC
El 1 de julio de 2017 fue anunciado como nuevo jugador del Chorrillo FC. Debutó con el club el 15 de julio de 2017 en la derrota 3 a 0 contra el CD Plaza Amador en el Estadio Maracaná de Panamá en donde fue suplente y entró al 44 por Eduardo Guerrero. En la Liga Concacaf 2017 jugó 3 partidos en donde fueron eliminados en los cuartos de final en donde perdieron en un marcador global de 0 a 2 contra los Santos de Guápiles en donde jugó en los 2 partidos. Salió campeón de la LPF Apertura 2017 en donde ganaron la final 5 a 1 contra el CD Árabe Unido en el Estadio Rommel Fernández en donde fue suplente todo el partido, en dicho torneo jugó 16 partidos y anotó 1 gol. En la LPF Clausura 2018 jugó 9 partidos en donde quedaron en la sexta posición quedándose a unos pasos de clasificarse a las semifinales.

### Santa Gema FC
El 1 de julio de 2018 fue anunciado su regreso al Santa Gema FC siendo esta su segunda etapa con el club. Disputó su primer partido después de su regreso el 29 de julio de 2018 en la victoria 0 a 1 contra el Costa del Este FC en el Estadio Rommel Fernández en donde fue titular, anotó el único gol del partido al minuto 38 y jugó todo el partido. En el Torneo Apertura 2018 jugó 18 partidos y anotó 6 goles en donde quedaron en la séptima posición quedándose a un paso de clasificarse a los playoff.

### Tauro FC
El 17 de enero de 2019 fue anunciado como nuevo jugador del Tauro FC. Debutó con el club el 9 de febrero de 2019 en la derrota 0 a 1 contra el Alianza FC en el Estadio Rommel Fernández en donde fue suplente y entró al minuto 46 por Rodrigo Núñez. En el Torneo Clausura 2019 jugó 19 partidos y anotó 7 goles en donde fueron eliminados en las semifinales en donde perdieron en un marcador global de 2 a 1 contra el San Francisco FC en donde jugó en los 2 partidos. En la Liga Concacaf 2019 jugó 2 partidos en donde fueron eliminados en los octavos de final en un marcador global de 2 a 1 contra el Alianza Fútbol Club en donde jugó en los 2 partidos. Salió campeón del Torneo Apertura 2019 en donde ganaron la final 0 a 2 contra el Costa del Este FC en el Estadio Rommel Fernández en donde fue en donde fue titular y jugó todo el partido, en dicho torneo jugó 19 partidos y anotó 3 goles.

### CD Universitario
El 23 de enero de 2020 fue anunciado como nuevo jugador del Club Deportivo Universitario. Debutó con el club el 26 de enero de 2020 en el empate 1 a 1 contra el CD Plaza Amador en el Estadio Maracaná de Panamá en donde fue suplente y entró al minuto 56 por Carlos Zúñiga. En el Torneo Apertura 2020 solo jugó 3 partidos porque el torneo fue cancelado por el COVID 19.

### San Francisco FC
El 28 de septiembre de 2020 fue anunciado su cesión al San Francisco FC. Debutó con el club el 24 de octubre de 2020 en el empate 1 a 1 contra el Atlético Chiriquí en el Estadio Virgilio Tejeira en donde fue titular y jugó hasta el minuto 77. En la Liga Concacaf 2020 jugó 1 partido en donde fueron eliminados en los octavos de final en el que perdieron 1 a 0 contra la LD Alajuelense en el Estadio Alejandro Morera Soto en donde fue titular y jugó todo el partido. Fue subcampeón del Torneo Clausura 2020 en donde perdieron la final 3 a 1 contra el CA Independiente en el Estadio Agustín Muquita Sánchez en donde fue titular y jugó todo el partido.

### CD Universitario
El 7 de enero de 2021 fue anunciado su regreso al CD Universitario siendo esta su segunda etapa con el club. Disputó su primer partido después de su regreso el 21 de febrero de 2021 en la victoria 1 a 5 contra el Veraguas CD en el Estadio de Atalaya en donde fue titular, anotó el primer gol del partido al minuto 27 y jugó hasta el minuto 69. Fue subcampeón del Torneo Apertura 2021 en donde perdieron la final 1 a 2 contra el CD Plaza Amador en el Estadio Universitario en donde fue titular y jugó todo el partido.

### Club Always Ready
El 30 de junio de 2021 fue anunciado su cesión al Club Always Ready. Debutó con el club el 11 de julio de 2021 en la victoria 3 a 2 contra el Club Atlético Palmaflor en el Estadio Municipal de El Alto en donde fue suplente y entró 68 por Carmelo Algarañaz. Fue subcampeón de la Primera División de Bolivia 2021 en donde jugó 23 partidos y anotó 6 goles.

### Técnico Universitario
El 26 de enero de 2022 fue anunciado su cesión al Club Técnico Universitario. Debutó con el club el 21 de febrero de 2021 en la victoria 2 a 1 contra el 9 de Octubre Fútbol Club en el Estadio Bellavista en donde fue suplente y entró al minuto 66 por su compatriota Isidoro Hinestroza. En la Serie A de Ecuador 2022 solo jugó 3 partidos en la primera etapa por sufrió una grave lesión en donde el equipo quedó en la decimoquinta posición.

### CD Universitario
El 31 de enero de 2023 fue anunciado como nuevo jugador del Club Deportivo Universitario siendo esta su tercera etapa con el club. Disputó su primer partido después de su regreso el 14 de enero de 2023 en la victoria 0 a 1 contra el CD Plaza Amador en el Estadio Rommel Fernández en donde fue suplente, entró al minuto 69 por Luis Mendoza y anotó el gol de la victoria al minuto 91. En el Torneo Apertura 2023 jugó 12 partidos y anotó 2 goles en donde fueron eliminados en los playoffs en donde perdieron en un marcador de 6 a 0 contra el CD Plaza Amador en el Estadio Rommel Fernández en donde fue titular y jugó hasta el minuto 76. En el Torneo Clausura 2023 jugó 14 partidos y anotó 3 goles en donde quedaron en la cuarta posición de la conferencia oeste quedándose a un paso de clasificarse a los playoffs.

### CD Platense
El 25 de enero de 2024, fue anunciado como nuevo jugador del Club Deportivo Platense. Debutó con el club el 7 de enero de 2024 en el empate 0 a 0 contra el Club Deportivo FAS en el Estadio Óscar Quiteño en donde fue suplente y entró al minuto 62 por José Oliva. En el Torneo Clausura 2024 jugó 16 partidos y anotó 4 goles en donde fueron eliminados en los cuartos de final en donde perdieron en un marcador global de 2 a 3 conta el Municipal Limeño en donde jugó en 1 partido.

### Veraguas United FC
El 30 de julio de 2024, fue anunciado como nuevo jugador del Veraguas United Fútbol Club. Debutó con el club el 2 de agosto de 2024 en la victoria 1 a 2 contra el San Francisco FC en el Estadio Agustín Muquita Sánchez en donde fue suplente y entró al minuto 46 por Jorge Ángulo.

## Selección nacional

### Selección absoluta
Hizo su debut con la selección absoluta de Panamá el 28 de enero de 2021, en el empate 0 a 0 contra Serbia en un partido amistoso en el Estadio Rommel Fernández en donde fue titular y jugó hasta el minuto 82. Anotó su primer gol con la selección en la victoria 1-0 contra Barbados en el primer partido de la Clasificación de Concacaf para la Copa Mundial de Fútbol de 2022, en el Estadio Olímpico Félix Sánchez de República Dominicana. En dicha clasificación jugó 4 partidos y anotó 2 goles quedando en la quinta posición de la octagonal final quedándose a un paso de clasificar al repechaje.

### Goles internacionales
| Gol | Fecha               | Lugar                                                               | Oponente | Anotación | Resultado | Competición               |
| --- | ------------------- | ------------------------------------------------------------------- | -------- | --------- | --------- | ------------------------- |
| 1   | 25 de marzo de 2021 | Estadio Olímpico Félix Sánchez, Santo Domingo, República Dominicana | Barbados | 1-0       | 1-0       | Eliminatoria Mundial 2022 |
| 2   | 5 de junio de 2021  | Estadio Rod Carew, Panamá, Panamá                                   | Anguila  | 0-10      | 0-13      | Eliminatoria Mundial 2022 |

## Estadísticas
- Actualizado al 2 de agosto de 2024.

| Club                            | Div                 | Temporada           | Liga  | Liga  | Copa Nacional | Copa Nacional | Copa Internacional | Copa Internacional | Total | Total | Prom. · |
| Club                            | Div                 | Temporada           | Part. | Goles | Part.         | Goles         | Part.              | Goles              | Part. | Goles | Prom. · |
| ------------------------------- | ------------------- | ------------------- | ----- | ----- | ------------- | ------------- | ------------------ | ------------------ | ----- | ----- | ------- |
| CD Plaza Amador · Panamá        | 1.ª                 | 2012-13             | 16    | 2     | -             | -             | -                  | -                  | 16    | 2     | 0,12    |
| CD Plaza Amador · Panamá        | 1.ª                 | 2013                | 4     | 1     | -             | -             | -                  | -                  | 4     | 1     | 0,25    |
| CD Plaza Amador · Panamá        | Total               | Total               | 20    | 3     | 0             | 0             | 0                  | 0                  | 20    | 3     | 0,15    |
| CA Independiente · Panamá       | 1.ª                 | 2014                | 4     | 1     | -             | -             | -                  | -                  | 4     | 1     | 0,25    |
| CA Independiente · Panamá       | Total               | Total               | 4     | 1     | 0             | 0             | 0                  | 0                  | 4     | 1     | 0,25    |
| Santa Gema FC · Panamá          | 2.ª                 | 2014-15             | -     | -     | -             | -             | -                  | -                  | -     | -     | 0,00    |
| Santa Gema FC · Panamá          | 2.ª                 | 2015-16             | -     | -     | -             | -             | -                  | -                  | -     | -     | 0,00    |
| Santa Gema FC · Panamá          | 1.ª                 | 2016-17             | 31    | 7     | -             | -             | -                  | -                  | 31    | 7     | 0,22    |
| Santa Gema FC · Panamá          | Total               | Total               | 31    | 7     | 0             | 0             | 0                  | 0                  | 31    | 7     | 0,22    |
| Chorrillo FC · Panamá           | 1.ª                 | 2017-18             | 25    | 1     | -             | -             | 3                  | 0                  | 25    | 1     | 0,04    |
| Chorrillo FC · Panamá           | Total               | Total               | 25    | 1     | 0             | 0             | 3                  | 0                  | 25    | 1     | 0,04    |
| Santa Gema FC · Panamá          | 1.ª                 | 2018                | 18    | 6     | -             | -             | -                  | -                  | 18    | 6     | 0,33    |
| Santa Gema FC · Panamá          | Total               | Total               | 18    | 6     | 0             | 0             | 0                  | 0                  | 18    | 6     | 0,33    |
| Tauro FC · Panamá               | 1.ª                 | 2019 I-II           | 38    | 10    | -             | -             | 2                  | 0                  | 40    | 10    | 0,25    |
| Tauro FC · Panamá               | Total               | Total               | 38    | 10    | 0             | 0             | 2                  | 0                  | 40    | 10    | 0,25    |
| CD Universitario · Panamá       | 1.ª                 | 2020 I              | 3     | 3     | -             | -             | -                  | -                  | 3     | 3     | 1,00    |
| CD Universitario · Panamá       | Total               | Total               | 3     | 3     | 0             | 0             | 0                  | 0                  | 3     | 3     | 1,00    |
| San Francisco FC · Panamá       | 1.ª                 | 2020-II             | 13    | 3     | -             | -             | 1                  | 0                  | 14    | 3     | 0,21    |
| San Francisco FC · Panamá       | Total               | Total               | 13    | 3     | 0             | 0             | 1                  | 0                  | 14    | 3     | 0,21    |
| CD Universitario · Panamá       | 1.ª                 | 2021-I              | 16    | 11    | -             | -             | -                  | -                  | 16    | 11    | 0,68    |
| CD Universitario · Panamá       | Total               | Total               | 16    | 11    | 0             | 0             | 0                  | 0                  | 16    | 11    | 0,68    |
| Always Ready · Bolivia          | 1.ª                 | 2021-II             | 23    | 6     | -             | -             | 0                  | 0                  | 23    | 6     | 0,23    |
| Always Ready · Bolivia          | Total               | Total               | 23    | 6     | 0             | 0             | 0                  | 0                  | 23    | 6     | 0,23    |
| Técnico Universitario · Ecuador | 1.ª                 | 2022                | 3     | 0     | 0             | 0             | -                  | -                  | 3     | 0     | 0,0     |
| Técnico Universitario · Ecuador | Total               | Total               | 3     | 0     | 0             | 0             | -                  | -                  | 3     | 0     | 0,0     |
| CD Universitario · Panamá       | 1.ª                 | 2023                | 26    | 5     | -             | -             | 4                  | 0                  | 30    | 5     | 0,16    |
| CD Universitario · Panamá       | Total               | Total               | 26    | 5     | 0             | 0             | 4                  | 0                  | 30    | 5     | 0,16    |
| CD Platense · El Salvador       | 1.ª                 | 2023-24             | 16    | 4     | -             | -             | -                  | -                  | 16    | 4     | 0,25    |
| CD Platense · El Salvador       | Total               | Total               | 16    | 4     | 0             | 0             | 0                  | 0                  | 16    | 4     | 0,25    |
| Veraguas United FC · Panamá     | 1.ª                 | 2024                | 1     | 0     | -             | -             | -                  | -                  | 1     | 0     | 0,00    |
| Veraguas United FC · Panamá     | Total               | Total               | 1     | 0     | 0             | 0             | 0                  | 0                  | 1     | 0     | 0,00    |
| Total en su carrera             | Total en su carrera | Total en su carrera | 236   | 59    | 0             | 0             | 10                 | 0                  | 246   | 59    | 0.24    |

### Selección nacional
Actualizado al último partido jugado el 16 de enero de 2022.
| Selección | Año   | Amistosos | Amistosos | Amistosos | Copa de Oro | Copa de Oro | Copa de Oro | Mundial | Mundial | Mundial | Eliminatorias Mundialistas | Eliminatorias Mundialistas | Eliminatorias Mundialistas | Concacaf Liga de Naciones | Concacaf Liga de Naciones | Concacaf Liga de Naciones | Total | Total | Total  |
| Selección | Año   | Part.     | Goles     | Asist.    | Part.       | Goles       | Asist.      | Part.   | Goles   | Asist.  | Part.                      | Goles                      | Asist.                     | Part.                     | Goles                     | Asist.                    | Part. | Goles | Asist. |
| --------- | ----- | --------- | --------- | --------- | ----------- | ----------- | ----------- | ------- | ------- | ------- | -------------------------- | -------------------------- | -------------------------- | ------------------------- | ------------------------- | ------------------------- | ----- | ----- | ------ |
| Panamá    |       |           |           |           |             |             |             |         |         |         |                            |                            |                            |                           |                           |                           |       |       |        |
| 2021      | 1     | 0         | 0         | -         | -           | -           | -           | -       | -       | 3       | 2                          | 0                          | -                          | -                         | -                         | 4                         | 2     | 0     |        |
| 2022      | 1     | 0         | 0         | -         | -           | -           | -           | -       | -       | 1       | 0                          | 0                          | -                          | -                         | -                         | 2                         | 0     | 0     |        |
| Total     | Total | 2         | 0         | 0         | 0           | 0           | 0           | 0       | 0       | 0       | 4                          | 2                          | 0                          | 0                         | 0                         | 0                         | 6     | 2     | 0      |

## Palmarés

### Títulos nacionales
| Título           | Club          | País   | Año     |
| ---------------- | ------------- | ------ | ------- |
| Liga de Ascenso  | Santa Gema FC | Panamá | 2015-A  |
| Torneo de Copa   | Santa Gema FC | Panamá | 2016-17 |
| Primera División | Chorrillo FC  | Panamá | 2017-A  |
| Primera División | Tauro FC      | Panamá | 2018-A  |
| Primera División | Tauro FC      | Panamá | 2019-A  |